# Groupe Savencia
Le Groupe Savencia Saveurs & Spécialités (anciennement groupe Soparind Bongrain) est un groupe industriel agroalimentaire français exerçant dans l'univers fromager et laitier ainsi que dans les domaines de la charcuterie, des produits de la mer et du chocolat.

## Quelques éléments d'appréhension
Le Groupe Savencia Saveurs & Spécialités est présent au travers de ses deux filiales dans les secteurs suivants : 

### Savencia Fromage & Dairy
- Produits laitiers (Caprice des Dieux, Géramont, Tartare, St Môret, Saint Agur, Elle & Vire, Burgo de arias, Milkana, Saint Albray, Vieux Pané, Fol'Epi, Chamois d'Or, Roquefort Papillon, Etorki, Brebiou, Chaumes, Cœur de Lion, Fauquet, Berthaut, etc. ) ;
- Dérivés du lait (Armor Protéines) ;
- Laits infantiles (Modilac[2]).

Savencia Fromage & Dairy réalise ainsi un chiffre d’affaires de plus de 4 milliards d'euros[réf. nécessaire] et est leader mondial[réf. nécessaire] des spécialités fromagères, le 2e groupe fromager français et le 5e mondial. Il est l'un des grands transformateurs de lait mondiaux (4,1 Mds de litres). Il est coté en Bourse.

### Savencia Gourmet
- Charcuterie et produits de la mer (Bordeau Chesnel, Saint Agaûne, Coraya) ;
- Chocolat (Valrhona, Révillon Chocolatier, La Maison du Chocolat, De Neuville, Villars Maître Chocolatier, Chocolat Weiss)

## Périmètre du groupe
Il comprend un grand nombre de sociétés dans le monde : 
Les sociétés citées détiennent, pour partie, d'autres sociétés à 100 %, ou des pourcentages significatifs de capital social de filiales.

## Sites industriels et agroalimentaires
- Monde : dans 29 pays[4]

## Effectifs
- 21 190 dans 29 pays[5].

## Litiges et condamnations
Le 30 août 2022, le tribunal de Coutances a condamné l'entreprise industrielle à indemniser les agriculteurs de Sunlait (Associations des Organisations de Producteurs de lait livrant Savencia) à hauteur d'environ 26 millions d'euros pour compenser le manque à gagner sur l'année 2020, après la plainte de l'association pour non respect des contrats en 2020. L'entreprise industrielle fait appel de cette décision.
En février 2024, le chocolatier De Neuville appartenant au groupe Savencia est condamné à payer une amende de quatre millions d'euros par l'Autorité de la concurrence pour avoir restreint la liberté commerciale de ses franchisés.